# بريتوريانية
البريتوريانية هو مصطلح يشير إلى النفوذ السياسي للجيش داخل السلطة، وهو مصطلح موجود في معجم الأكاديمية الملكية الإسبانية (Pretorianismo)، وهي كلمة مشتقة من الحرس البريتورياني ‏ (باللاتينية: Praetoriani)‏، وهم الحرس الإمبراطوري في روما القديمة، حيث اشتهرت نخبتها العسكرية بنفوذها وتدخلها في اختيار وعزل وقتل الأباطرة الرومان.
دانيال هيدريك، أستاذ التاريخ والعلوم الاجتماعية في جامعة روزفلت، يصف البريتوريانية باعتبارها سياسة عسكرية داخلية، نموذجية في الدول الضعيفة، والتي لا تطمح أو تستطيع نخبتها العسكرية خوض معارك وحروب، ولكنها تضغط من أجل الحفاظ على نفوذها في النظام السياسي، وتراقب القرارات التي تمس مصالحها أو تدعم فصيلًا سياسيًّا بعينه. على عكس السياسة العسكرية الخارجية التي تتميز بنزعة توسعية خالصة للدفاع عن مصالحها خارج الحدود الوطنية، وهي سياسة تنتهج في الدول العظمى والتحالفات الكبيرة.
عَرَّفَ ايروين (2000) مصطلح البريتوريانية بأنها «كلمة كثيرًا ما تستخدم لوصف الحالة التي تكون فيها الطبقة العسكرية في مجتمع معين تمارس سلطة سياسية مستقلة، وذلك باستخدام القوة أو بالتهديد باستخدامها». وايروين نفسه (2001) يزيد في تعريفه على أنه «سلوك تعسفي ظالم تجاه المجتمع بشكل عام وباتجاه الإدارة السياسية لمجتمع معين بشكل خاص.» ويمكن تعريف البريتوريانية بشكل بسيط ودقيق على أنها دولة سياسية تتمتع فيها القوات المسلحة بتأثير عسكري فَعَّال على المدنيين (السلطات السياسية) حول كل ما يتعلق بإدارة شؤون الدولة.
ميز الكثير من المؤلفين، من أمثال لازويل (1941)، فاينر (1962)، جيلمور (1964)، هنتنغتون (1962، 1968)، بيرلماتر (1977)، إيروين (2000، 2001)، وبومان (2002)، بين مصطلح نظام الكاوديو (caudillismo) وبين البريتوريانية، وبين هذا الأخير وبين القيصرية (Césarisme) والنظام البونابارتي، وميزوا كل المصطلحات السالفة الذكر عن النزعة العسكرية والاحترافية العسكرية، والبيروقراطية السلطوية وإرهاب الدولة.
وكمثال يمكن تعريف النظام المصري والسوري بأنه بريتورياني.